# 冠着山
冠着山（かむりきやま）は、長野県千曲市と東筑摩郡筑北村にまたがる山。標高 1,252メートルで、長野盆地南西端に位置する。幾つかの呼び名があり、「冠山（冠嶽）」「更科山」「坊城」とも言われる。俗称は姨捨山（おばすてやま・うばすてやま）。古称は小長谷山（小初瀬山・小泊瀬山、おはつせやま）。

## 地学的知見

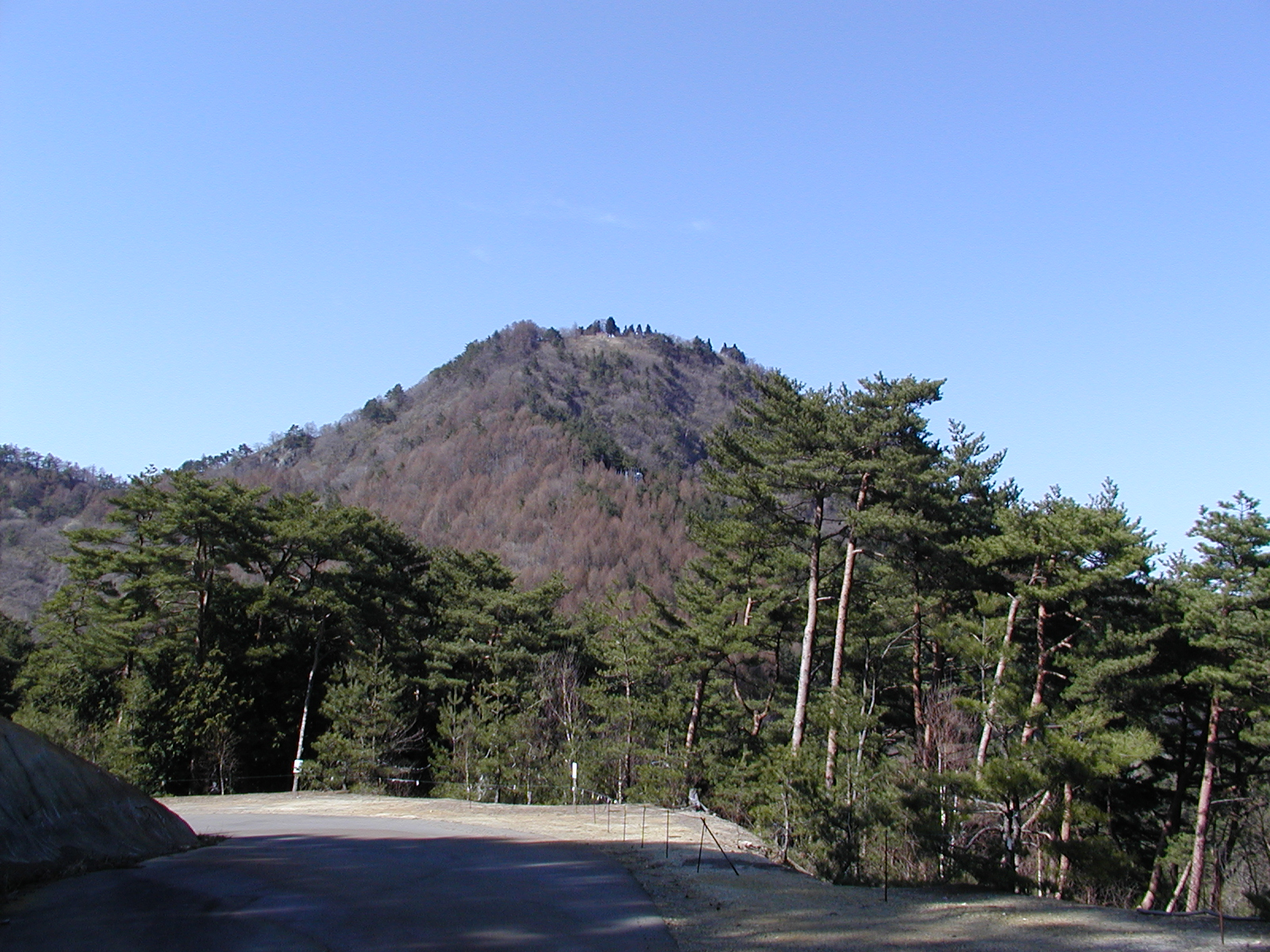
筑北村側から見た山頂付近

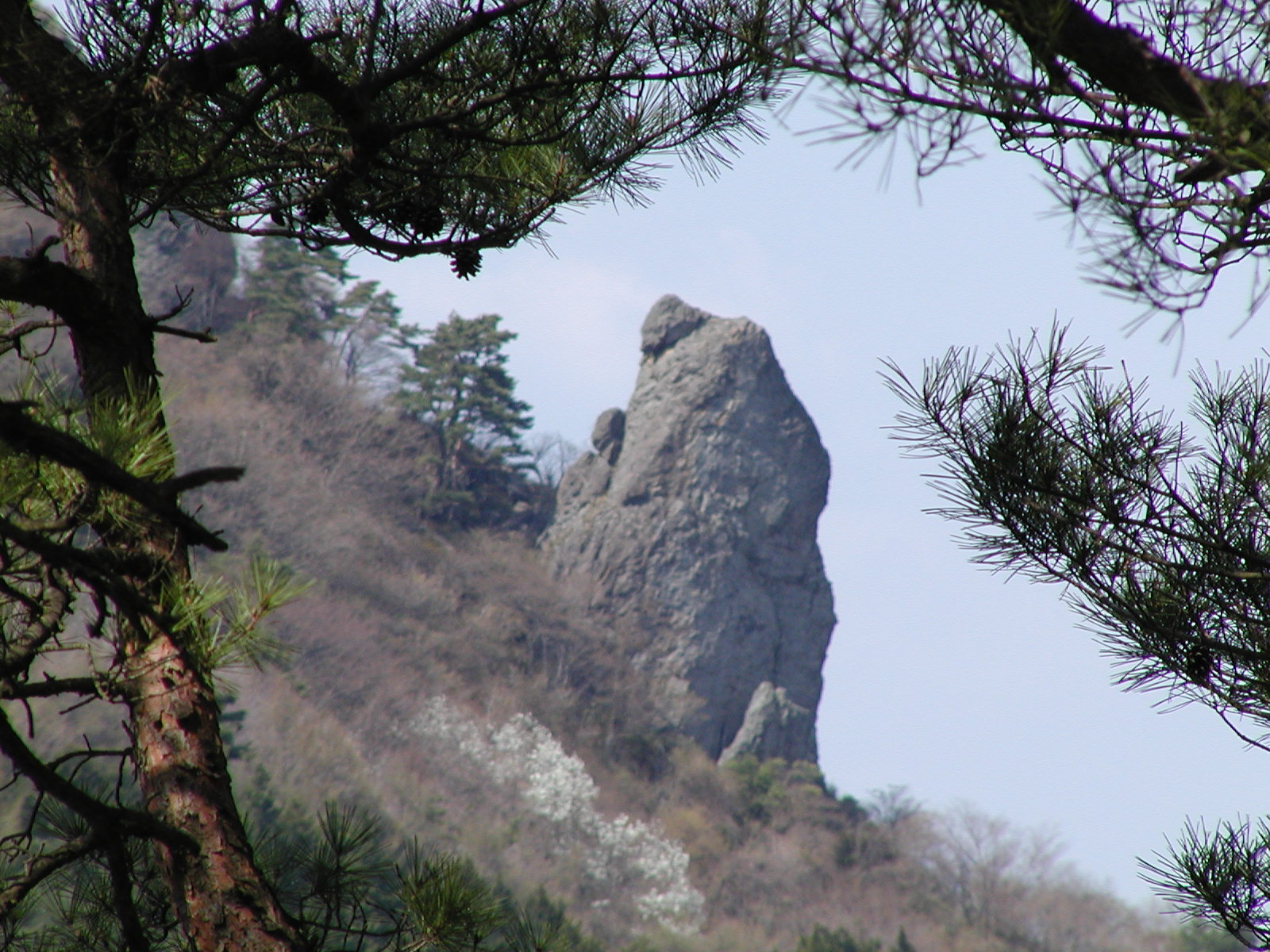
ボコ抱き岩

北部フォッサマグナのいわゆる中央隆起帯と西部堆積区の境界部にあり、かつて海底に有った時代に堆積した第三紀層の砂岩、礫岩、凝灰岩が堆積した部分に、第四紀の貫入により形成された安山岩質の溶岩ドームである。山頂付近は複輝石安山岩であるため、風雨に浸食されず溶岩円頂丘（溶岩ドーム）が残ったと考えられる。直接的な火山活動の痕跡は認められないが、頂上の東側斜面の岩には柱状節理が観察出来る。1847年（弘化4年）の善光寺地震により大きな崩落があったと伝えられ、真田宝物館には地震被害を示す詳細な絵図が残されている。またこの山を特徴付けているボコ抱き岩は崩落が進み特に松代群発地震後随分小さくなったと言われている。

## おばすて信仰と古文書
山頂には冠着神社を祀る鳥居とトタン屋根の祠がある。祭神は月夜見尊で、権現社であったこともあると言う。山頂で蛍が舞う7月に氏子（現在では千曲市側自治会役員の輪番）が登って御篭もりをする祭りがある。
また高浜虚子の「更級や姨捨山の月ぞこれ」の句碑（昭和32年9月建碑）もある。
この地の月に関する初見は『古今和歌集』（905年序、巻17-878）である。京都御所清涼殿には全国各地の名所の襖絵がそれぞれの和歌と共に描かれ、萩の戸と呼ばれる部屋には「おばすての やまぞしぐれる風見えて そよさらしなの 里のたかむら」との歌が添えられた千曲川の対岸から望んだと見られる冠着山の襖絵の存在が伝えられている。
江戸時代の作製と見られる川中島合戦陣取り図や善光寺道名所図会（いずれも長野市立博物館所蔵）には冠着山（冠着嶽）と姨捨山は明らかに別の山として描かれているものがある。古峠を通る古代の街道（東山道支道）を使用した官人や衛士・防人など旅人（作者不詳）によって古今集に歌われたオバステヤマは冠着山だ、と主張した麓の更級村初代村長の塚田雅丈による内務省（現在の国土地理院）への請願活動で「冠着山（姨捨山）」の名で一般的になったのは明治期以後と言われる。

## 山名の由来
由来は諸説あり、主なものを列記する。
- 冠着山の呼称は「天照大神が隠れた天岩戸を手力男命が取り除き、九州の高天原から信州の戸隠に運ぶ途中、この地で一休みして冠を着け直した」と日本神話により伝えられている事による。
- 姨捨山の呼称は、一説には奈良時代以前からこの山裾に小長谷皇子（武烈天皇）を奉斎しその料地管理等に従事したとされる名代部「小長谷（小初瀬）部氏」が広く住していたことによるらしい（棄老伝説によるものは後述）。この部民小長谷部氏の名から「オハツセ」の転訛（国郡郷名等を好字二字に表記するようにとの布令に従ったとする説もある）が麓の八幡に小谷（オウナ）や、北端の長谷（ハセ）の地名で残り南西部に「オバステ」で定着したものとされている。奈良県桜井市初瀬にある長谷寺に参詣することを「オハツセ詣で」と言われるのと一脈通じている。なお、仁徳天皇の孫とされる雄略天皇や聖徳太子の叔父に当たる崇峻天皇など複数人が初瀬（泊瀬）の皇子と称されている。
- 別名の更級山の呼称は更級郡の中央に位置することから、坊城は山容が坊主頭のようであり狼煙城でもあったとの伝説があることから。
- 江戸時代の街道に近く猿ヶ馬場峠、一本松峠や古代からの東山道支道の古峠にも近い。これらの難路脇には行き倒れた旅人の屍や乗り潰された馬の死体が放置されていて、それらの骸を集めて弔った所「初瀬」あるいは「馬捨て場（バステバ）」とする説。
- 水が地表に湧き出してせせらぎとなって川が流れ始める所を初瀬と言うことからとする説。

以上の他にも「オバステ」の地名の言われは数種あるとされる。

## 棄老伝説
『大和物語』（950年頃成立、156段）が姨捨説話の初見であり、謡曲（14世紀には存在）にも取り上げられているほか『更級日記』（1059年頃）、『今昔物語集』（1120年頃以降）、『更科紀行』（1688年）でも言及されている。このように往古から全国に知られた山であったが、更級郡に位置するという記述があるなど、特定された山ではなく、長野県北部にある山々の総称という見解もある。